# 5 Tracks Deep
5 Tracks Deep é um EP lançado pela banda Papa Roach no ano de 1998.
Este EP vendeu 1000 cópias no primeiro mês[carece de fontes?] logo após seu lançamento, despertando interesse da Warner Bros. Records.
As músicas "Thrown Away" e "Revenge In Japanese" foram usadas no segundo álbum da banda, Infest.

## Faixas
1. "Revenge In Japanese" - 03:56
2. "My Bad Side" - 03:42
3. "July" - 03:52
4. "Tambienemy" - 03:47
5. "Thrown Away" - 04:23